# (1260) Walhalla
(1260) Walhalla ist ein Asteroid des Hauptgürtels, der am 29. Januar 1933 vom deutschen Astronomen Karl Wilhelm Reinmuth in Heidelberg entdeckt wurde.
Der Name des Asteroiden ist vom Marmortempel Walhalla in der Nähe von Regensburg abgeleitet.